# Awiżenie
Awiżenie (lit. Avižieniai) − wieś na Litwie, w rejonie wileńskim, 8 km na północny zachód od Wilna, zamieszkana przez 1695 mieszkańców. Przed II wojną światową w Polsce, w powiecie wileńsko-trockim województwa wileńskiego.